# Evangeliska Frikyrkan
Evangeliska Frikyrkan, EFK, beskriver sig som ett svenskt evangelikalt, missionellt, baptistiskt samt karismatiskt trossamfund. EFK grundades 1 januari 1997 som en sammanslagning av Örebromissionen och Helgelseförbundet/Fribaptistsamfundet. Vid årsskiftet 2023 bestod EFK av 270 församlingar med totalt 31 140 medlemmar.
EFK:s vision är ”Växande församlingar förmedlar hela evangeliet till hela människan över hela världen”. Det sker genom att verka för en dynamisk rörelse av missionella församlingar som utbreder Guds rike genom att grunda församlingar, träna ledare och tjäna i samhället.

## Historia
Evangeliska Frikyrkan har sina rötter i den baptistiska traditionen som i Sverige under andra halvan av 1800-talet tog sin form i flera samfundsbildanden. Evangeliska Frikyrkan bildades 1 januari 1997 som en sammanslagning av Örebromissionen och Helgelseförbundet/Fribaptistsamfundet. Helgelseförbundet och Fribaptistsamfundet hade i sin tur gått samman 1994. De tre modersamfunden hade åren därförinnan firat hundra- respektive hundratjugoårsjubileum.
Det nya samfundet gick initialt under namnet Nybygget – kristen samverkan, tänkt som ett tillfälligt namn under en övergångsperiod. Sammanslagningen fullföljdes genom att det nuvarande namnet, Evangeliska Frikyrkan, antogs i september 2002.

## Teologi
Evangeliska frikyrkan anger Lausannedeklarationen, den Apostoliska trosbekännelsen och den Nicaenska trosbekännelsen som viktiga sammanfattningar av den kristna tro som ges i Bibeln. Evangeliska frikyrkan beskriver sin teologiska profil i fyra punkter:
- Evangelikal
- Missionell
- Baptistisk
- Karismatisk

## Verksamhet
Evangeliska frikyrka bedriver verksamhet inom tre olika program; Sverigeprogrammet, Internationella programmet samt Utbildningsprogrammet. Evangeliska Frikyrkans organisation ska verka för en dynamisk rörelse av missionella församlingar som utbreder Guds rike genom att grunda församlingar, träna ledare och tjäna i samhället.

### Sverigeprogrammet
Sverigeprogrammet finns som stöd för EFK:s 300 församlingar. Under Sverigeprogrammet finns verksamheter inom barn och familj, diakoni, församlingsutveckling, församlingsgrundande, mångkultur och ungdom. Evangeliska frikyrkan bedriver även Torpkonferensen under midsommarveckan med cirka 15 000 besökare varje år. Ungdomsfestivalen Ära arrangeras även varje år av EFK. Mellan 1999 och 2018 hölls även festivalen Frizon.

### Internationella programmet
Historiskt har mission och internationellt arbete varit en grundpelare för organisationen. EFK bedriver idag internationellt arbete i över 40 länder med fyra fokusområden: mot människohandel, hållbar försörjning, barns rättigheter samt församlingsbyggande. Arbetet är uppdelat i regionerna Afrika, Asien, Europa/Mellanöstern och Latinamerika. EFK har ett åttiotal internationella partnerskap där arbete bedrivs på såväl samhälls- som regeringsnivå.

### Utbildningsprogrammet
Evangeliska frikyrkan är huvudman för flera olika utbildningar:
- Liljeholmens folkhögskola
- Hyllie Park Folkhögskola
- Örebro Folkhögskola
- Akademi för ledarskap och teologi (ALT).

Evangeliska frikyrkans Sverigekontor i Örebro är knutpunkten för organisationen.

## Medlemsstatistik
Antalet medlemmar i EFK har utvecklats enligt följande:
| År    | Medlemsantal    |
| ----- | --------------- |
| 1960* | 19 800          |
| 1997  | 28 321 / 28 245 |
| 2009  | 31 616 / 33 616 |
| 2011  | 32 223          |
| 2013  | 33 091          |
| 2015  | 34 400          |
| 2020  | 33 168          |
| 2023  | 31 140          |

*) De samfund som senare kom att uppgå i EFK. Enskilda församlingar kan dock ha gått över sedan dess mellan EFK-samfunden och andra samfund.
Notera att några kyrkor är dubbelanslutna i EFK och annat samfund.

## Ledarskap
Kongressen är det högsta beslutande organet inom organisationen där bland annat styrelse och missionsdirektorer väljs ut. Missionsdirektorerna leder organisationen EFK och nuvarande misionsdirektorer är Linalie Newman och Ingemar Forss. Evangeliska Frikyrkan leds av en styrelse som består av tretton personer som är geografiskt utspridda i Sverige, och som alla tillhör en lokal EFK-församling. I maj 2024 valdes Erik Bryskhe, till ny ordförande i EFK.

### Tidigare missionsdirektorer
- 1997–2006: Lennarth Hambre [10]
- 2006–2014: Anders Blåberg [11]
- 2014–2017: Daniel Norburg
- 2018–         : Linalie Newman, Ingemar Forss

### Tidigare ordförande
- 2016–2017: Henrik Melkstam
- 2017–2018: Owe Anbäcken
- 2018–2020: Gudrun Boström
- 2020–2024: Richard Hultmar
- 2024- : Erik Bryskhe